# El Crit d'Espanya
El Crit d'Espanya va ser un setmanari local català en llengües catalana i castellana de tendència tradicionalista i catòlica de Badalona que va existir entre 1920 i 1921.
Es definien en el seu subtítol com a setmanari tradicionalista, portaveu de la Joventut Jaumina, i defensors dels puntals bàsics tradicionalistes i carlistes: Déu, Pàtria, Rei i Furs. A més es qualificaven de radicals, intransigents, nobles i sincers.
En total van aparèixer vint-i-tres exemplars d'aquest setmanari. La publicitat va oscil·lar sempre al voltant del 25%. Com bé indica el seu subtítol, El Crit d'Espanya va ser una publicació molt combativa, de fet va ser part de polèmiques molt animades amb bona part de les publicacions de la ciutat de Badalona. D'altra banda, es va postular com a ferventment catòlica, es consideraven sotmesos a l'Església Catòlica i a les ensenyances de Jesucrist. A més, va ser defensora del catalanisme, i va criticar tant els partits i organitzacions progressistes com la Unión Monárquica Nacional. El setmanari va ser dirigit per Pere Mongay i Ferrer, i entre els seus col·laboradors hi va haver Josep Calsina, Josep Figueras, J. Minguella, J. Pagès i Miquel Xicart.